# Laura Forti
Laura Forti (Firenze, 14 marzo 1966) è una scrittrice e drammaturga italiana.

## Biografia
Nata a Firenze, si laurea in Storia dello Spettacolo nel 1991. Frequenta a Roma l'Accademia nazionale d'arte drammatica Silvio D'amico. Collabora come attrice con la compagnia del Teatro della Tosse e con il Teatro dei Sensibili di Guido Ceronetti. Si sposta sull'attività di autrice teatrale e inizia a essere rappresentata nei paesi di lingua tedesca entrando nell'agenzia austriaca Kaiserverlag. Il suo testo Le Nuvole tornano a casa viene tradotto e pubblicato sulla rivista berlinese Theater der Zeit e messo in scena in molti teatri tedeschi insieme ad altre sue opere. Fonda il gruppo Centrale dell'Arte con Teo Paoli e produce diverse drammaturgie legate a temi di impegno civile. Nel 2001 vince il Premio Ugo Betti con Pesach/Passaggio.
Nel 2002 mette in scena come regista al Teatro Metastasio di Prato insieme a Teo Paoli I cannibali di George Tabori del quale in seguito pubblica la traduzione presso la casa editrice Einaudi insieme a Mein Kampf dello stesso autore. Nel 2004 Pessah/Passage viene messo in scena dal regista Lukas Hemleb al Théâtre de la Ville - Les Abesses a Parigi. I suoi testi teatrali vengono pubblicati in Francia da Actes Sud, in Italia da Editoria e Spettacolo, Bulzoni e Sipario.
Continua una ventennale carriera di autrice teatrale in Europa e all'estero. In Italia collabora per diversi anni con la Fondazione Teatro Due che allestisce Nema problema, Odore di santità, Tale madre tale figlia (di cui è anche regista), Blu con Linda Caridi e con il Teatro delle Donne dove riprende una nuova versione di Tale madre tale figlia con Amanda Sandrelli.
Collabora come autrice di radiodrammi e giornalista culturale con Radio Svizzera italiana, JoiMag, La Repubblica edizione di Firenze. Insegna teatro e drammaturgia presso scuole di teatro italiane e estere e Università. Nel 2019 esce il suo primo romanzo, L'acrobata, pubblicato da Giuntina, da cui scrive una drammaturgia omonima per il Teatro Elfo Puccini messa in scena da Elio De Capitani nelle stagioni 2018 e 2019.
Pubblica sempre con Giuntina Forse mio padre (2020). Nel 2021 vince il Premio Mondello per la Narrativa 2021 con Forse mio padre (Giuntina) e, sempre nella stessa edizione, il Super Mondello e il Mondello Giovani. Il 27 settembre 2022 esce il suo romanzo Una casa in fiamme, casa editrice Guanda, finalista del Premio Pozzale - Luigi Russo 2023.
Nel 2024 pubblica sempre con Guanda, "La figlia inutile", nella cinquina dei finalisti del Premio Mastercard 2024.
L'11 marzo 2025 esce in traduzione tedesca in Germania il suo libro "Forse mio padre" (Mein Vater, vielleicht) per le edizioni Nonsoloverlag. 

## Produzioni e spettacoli teatrali
- Pesach/Passaggio (2004)
- Le nuvole tornano a casa (2004)
- Terapia antidolore (2006)
- La badante/Una storia di fantasmi (2008)
- Nema problema (2008)
- Tale madre tale figlia (2009)
- Odore di santità (2011)
- Blu (2012)
- L'acrobata (2018)

## Opere
- Joseph Pinetti: Divertimenti fisici. Storia di un mago nel XVIII secolo, Stampa Alternativa 2001
- Pesach / Passaggio, Bulzoni, 2002
- Nema Problema suivi de Pesach / Passage Actes Sud, 2009
- Mere / Fille, Actes Sud, 2009
- Les Nuages Retournent a la Maison, Actes Sud, 2010
- Therapie anti-douleur, 2010, Harmattan
- Teatro, Editoria e Spettacolo, 2017
- L'acrobata, Giuntina, 2019
- Forse mio padre, Giuntina, 2020
- Una casa in fiamme, Guanda, 2022
- La figlia inutile, Guanda, 2024

## Traduzioni
- G. Tabori, I cannibali, Einaudi
- G. Tabori, Mein Kampf, Einaudi
- G. Tabori, Variazioni Godlberg, Editoria e Spettacolo (insieme a Marco Castellari)

## Citazioni in altri testi
- Valeria Borelli, Laura Forti: per una drammaturgia contemporanea, tesi di laurea anno accademico 2011-2012 Università degli Studi di Parma, Facolta di Lettere e Filosofia, relatore Roberta Pierangela Gandolfi.
- Lucrezia Bellini, Storie di donne migranti sulla scena e sullo schermo, tesi di laurea anno accademico 2013-2014, Universita degli Studi di Parma, Facolta di Lettere e Filosofia, relatore Roberta Pierangela Gandolfi.
- C. Mauceri, M. Niccolai, Nuovo scenario italiano, stranieri e italiani nel teatro contemporaneo, pp. 128-136, Ensemble, 2015.

## Riconoscimenti principali
- Primo premio "Ugo Betti" per Pesach/Passaggio - 2001
- Premio European Association for Jewish Culture per Dimmi - 2003
- Primo premio "Le Storie del Novecento" per Dimmi/Una storia mai scritta - 2003
- Primo premio "Castello di Serravalle" per Nema problema - 2006
- Premio all'autore "Enrico Maria Salerno" per La badante, una storia di fantasmi 2007
- Primo premio "Teatro e Shoah" per Sulla pelle 2008
- Premio Mondello per la narrativa 2021, Supermondello e Mondello giovani - Forse mio padre
- Cinquina del Premio Mastercard 2024 con La figlia inutile, Guanda